# Instruments de musique d'Extrême-Orient

## Liste alphabétique d'instruments d'Extrême-Orient
- Bāngdí (piccolo chinois)
- Biwa (nom japonais du pipa, chinois)
- Dízi (flûte horizontale chinoise)
- Dòngxiāo (flûte verticale chinoise)
- èrhú (violon à 2 cordes chinois)
- Gong
- Guqin (Cithare chinoise)
- Gŭzhēng (Cithare chinoise)
- Húqín (Viole à 2 cordes chinoise)
- Guimbarde, répandue dans le Nord de l'Extrême-Orient
- Koto (cithare japonaise)
- Morin khuur (vielle mongole)
- Ocarina
- Pípa (Luth chinois)
- Sanshin (Jabisen/shamisen)
- Shamisen
- Sheng (orgue à bouche à anches chinois)
- Suŏnà (trompe de cérémonie chinoise)
- Taiko (ou à l'origine, dagu en chinois)
- Tơ rưng (percussion en bambous, Viêt Nam)